# Líneas circulares (Avanza Zaragoza)
Las líneas circulares de Avanza Zaragoza son una red de líneas circulares de autobús que dan servicio en horario diurno de lunes a domingo en la ciudad de Zaragoza (España).

## Líneas
Las líneas circulares de esta red se pueden identificar por el código «Ci» que antecede al número de la línea en cuestión.
En mayo de 2009, se crearon dos líneas circulares que prestan servicio en la red diurna, y que permiten la conexión con los diversos barrios de la ciudad sin pasar por el centro, así como realizar trasbordo con el resto de líneas de la ciudad. Estas dos líneas circulares son la Circular 1 (Ci1) y la Circular 2 (Ci2).
Dichas líneas realizan el mismo recorrido, si bien la Ci1 lo hace en sentido horario y la Ci2, en sentido antihorario.
En marzo de 2025, se crearon otras dos líneas circulares diurnas, la Ci3 y Ci4, con el objeto de sustituir a la línea 24. Estas líneas realizan prácticamente el mismo recorrido. La  Ci3 lo hace en sentido horario y la Ci4, en sentido antihorario.

## Horario
El horario de servicio de la red de líneas circulares comienza alrededor de las seis de la mañana, y termina sobre las once y media de la noche.

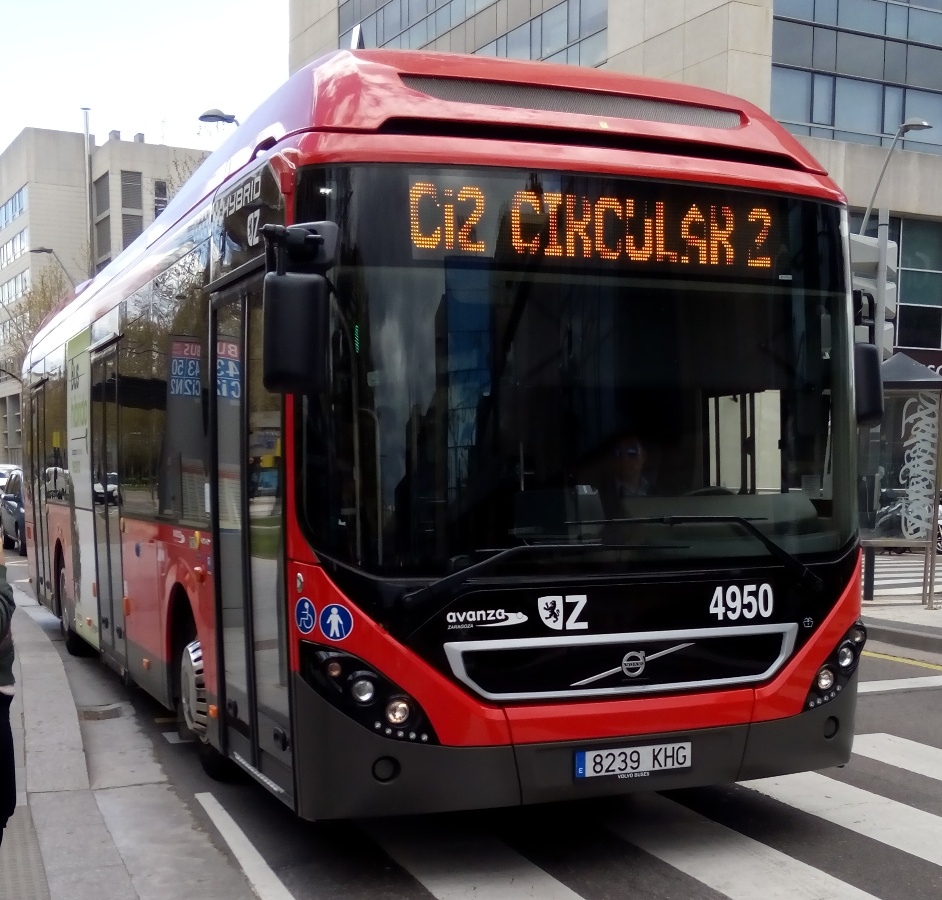
Autobús híbrido de la línea Ci2 a su paso por la parada del tranvía de Pablo Neruda, junto al Centro Comercial Gran Casa